# Giovanni Houghton
Giovanni Houghton (1486 circa – Tyburn, 4 maggio 1535) è stato un monaco cristiano e abate inglese.
Subì il martirio, primo caso dell'ordine certosino, per non volersi sottomettere all'Atto di Supremazia voluto da re Enrico VIII.

Fu proclamato Santo della Chiesa cattolica assieme ai compagni di martirio: Agostino Webster, Robert Lawrence e Richard Reynolds. È nel novero dei Santi quaranta martiri di Inghilterra e Galles.

## Biografia
Nato nell'Essex, studiò legge a Cambridge, dove ottenne la licenza in utroque iure e divenne sacerdote diocesano. Dopo quattro anni di ministero, nel 1513 entrò a far parte dell'Ordine certosino. Nel 1516 entrò nella Certosa di Londra; fu nominato sacrestano nel 1523 e tesoriere nel 1526. Nel 1531 fu eletto priore della Certosa di Beauvale nel Nottinghamshire, poi nel novembre del medesimo anno fece ritorno nella capitale poiché fu eletto priore della Certosa di Londra. Nel 1532 il capitolo generale dell'ordine lo designò Visitatore provinciale per tutta l'Inghilterra.

### Il martirio
Nel 1533 il re d'Inghilterra Enrico VIII si sposò in seconde nozze con Anna Bolena. Ritenendolo un adultero, papa Clemente VII lo scomunicò. Enrico VIII decise allora di rompere con Roma e fece approvare dal Parlamento la Legge di Supremazia, in base alla quale il monarca diventava il capo supremo della Chiesa d'Inghilterra (1534).
Giovanni chiese che lui e la sua comunità monastica fossero esonerati dal prestare il giuramento richiesto dalla nuova legge di Successione della Corona, il che provocò l'arresto suo e quello del suo procuratore ed il loro imprigionamento nella Torre di Londra per un mese. Tuttavia, alla fine di maggio del 1534, essi furono persuasi che il giuramento era compatibile con la dottrina cattolica, grazie alla frase «…per quanto consentito dalla legge di Cristo». Tutti i monaci tornarono alla Certosa ove, sotto la minaccia di un gruppo di uomini armati, l'intera comunità prestò il giuramento.
Quello stesso autunno fu emanato l'Atto di Supremazia, che proclamava il Re capo supremo della Chiesa d'Inghilterra: non giurare su quella legge era considerato alto tradimento. Nell'aprile 1535 venne richiesto alla comunità dei certosini di prestare il «giuramento di conformità». Giovanni chiese tre giorni di tempo per una speciale preparazione. Meditò sul Salmo 59, che recita: «Liberami dai nemici, mio Dio, proteggimi dagli aggressori». Concluse la meditazione affermando che era meglio sopportare qualche breve tormento in vita piuttosto che patire le pene dell'inferno. Durante i giorni del triduo di preparazione ricevette la visita dei suoi confratelli priori Roberto Lawrence della Certosa di Beauvale e Agostino Webster della Certosa di Axholm. Insieme, decisero di rivolgersi al Segretario di Stato, Thomas Cromwell, per chiedergli di intercedere presso il re affinché mitigasse l'obbligo di sottomissione all'Atto di Supremazia.
Cromwell non solo rifiutò d'intercedere presso il re come richiesto, ma li fece arrestare tutti.  Rinchiusi nella Torre di Londra, i tre monaci furono interrogati, non cedettero alle pressioni e si rifiutarono di cambiare la loro posizione. Portati in tribunale furono processati (aprile 1535). Il collegio giudicante non li considerò colpevoli. Ma Cromwell pretese che venisse loro applicata la Legge sui tradimenti ed ottenne la riforma della sentenza in condanna a morte. Fu condannato insieme a loro Richard Reynolds O.Ss.S., un monaco brigidino dell'Abbazia di Syon.
All’epoca le pubbliche esecuzioni dei condannati a morte provenienti dalla città di Londra venivano eseguite a Tyburn. I quattro monaci vennero portati al patibolo vestiti dei loro abiti religiosi senza essere prima stati costretti ad indossare abiti laicali, come si usava a quei tempi. Dalla cella della sua prigione nella Torre di Londra Tommaso Moro vide la scena ed esclamò, rivolto alla figlia: «Guarda, Meg, questi beati Padri vanno serenamente alla loro morte come spose ad un matrimonio».
Giovanni Houghton fu impiccato, sventrato e squartato a Tyburn il 4 maggio 1535. Dopo che era stato appeso, fu tirato giù vivo ed il procedimento di squartamento ebbe inizio. La tradizione cattolica afferma che, quando Giovanni stava per essere squartato, allorché i carnefici gli aprirono il torace per estrarne il cuore, egli pregasse: «O Gesù, cosa ne farai del mio cuore?».
Nello stesso anno fu condannato a morte Tommaso Moro, anch'egli proclamato santo dalla Chiesa cattolica.

## Culto
Giovanni Houghton venne beatificato il 9 dicembre 1886 da papa Leone XIII e canonizzato il 25 ottobre 1970 da papa Paolo VI.

## San Giovanni Houghton nell'arte
Il martire certosino venne dipinto dal grande pittore spagnolo Francisco de Zurbarán, che lo rappresentò con il cuore in mano ed il cappio intorno al collo.

Nella sala capitolare della Certosa di Sant'Ugo a Parkminster, vi è un dipinto che ritrae il martirio dei tre priori.